# Говори с нея
„Говори с нея“ (на испански: Hable con ella) е испанска драма от 2002 г. на режисьора Педро Алмодовар. Във филма участват Хавиер Камара, Дарио Грандинети, Леонор Уейтлинг, Джералдин Чаплин и Росарио Флорес.